# إرينا هوندا
إرينا هوندا (باليابانية: 本田恵利奈؛ بالكانا: ほんだ えりな) هي لاعبة كرة الريشة يابانية، ولدت في 15 مارس 1994 في هوكايدو في اليابان.

## وصلات خارجية
- إرينا هوندا على موقع BWF.tournamentsoftware.com (الإنجليزية)
- إرينا هوندا على موقع BWFbadminton.com (الإنجليزية)